# Bernd Dürnberger
Bernd Dürnberger (Kirchanschöring, 17 settembre 1953) è un ex calciatore tedesco occidentale, di ruolo centrocampista.

## Carriera

### Club
Giocò per tutta la carriera nel Bayern Monaco, con cui vinse per cinque volte la Bundesliga (1972-1973, 1973-1974, 1979-1980, 1980-1981, 1984-1985), per tre volte la Coppa dei Campioni (1973-1974, 1974-1975, 1975-1976), per due volte la Coppa di Germania (1981-1982, 1983-1984) e per una volta la Coppa Intercontinentale (1976).

## Palmarès

### Club

#### Competizioni Internazionali
- Coppa dei Campioni: 3

Bayern Monaco: 1973-1974, 1974-1975, 1975-1976
- Coppa Intercontinentale: 1

Bayern Monaco: 1976

#### Competizioni nazionali
- Campionato tedesco: 5

Bayern Monaco: 1972-1973, 1973-1974, 1979-1980, 1980-1981, 1984-1985
- Coppa di Germania: 2

Bayern Monaco: 1981-1982, 1983-1984